# Asteroid de tip M
Asteroizii de tip M reprezintă o clasă de asteroizi (a treia după mărime) despre care nu se știu prea multe date. Este cunoscut doar faptul că ei au un albedo destul de mare (0,1 — 0,2) și că sunt compuși din metale. Unii, dar de departe nu toți, sunt compuși din nichel și fier, conținând cantități mari de piatră. Acești asteroizi, probabil, sunt rămășițele nucleelor metalice a asteroizilor cu mult mai mari, care au fost distruși în rezultatul ciocnirilor reciproce în primele etape de formare a Sistemului solar. Probabil de aici provin mulți asteroizi de acest tip.
Mai sunt asteroizi de acest tip a căror componență este practic necunoscută. De exemplu 22 Kalliope are o densitate prea mică pentru un corp metalic solid. Pentru ca ea la o asemenea densitate să fie din fier și nichel porozitatea ei trebuie să de 70%, ceea ce contrazice viziunile asupra formării asteroizilor. Asteroidul 21 Lutetia și 22 Kalliope au unele caracteristici care ne arată prezența de minerale hidratare și silicați. Ei au un albedo anomal de mic pentru corpuri cu suprafața mică și pe lângă asta după unele caracteristici ei sunt mai aproape asteroizi carbonici.
Cel mai mare asteroid de acest tip este 16 Psyche.